# 비디오 오버레이
비디오 오버레이(video overlay)는 CPU → 그래픽 카드 → 컴퓨터 모니터를 통해 비디오 창을 컴퓨터 화면에 보여 주는 데에 쓰이는 기술이다. 비디오 출력을 빠르게 하기 위해 사용되며 이를테면, TV 수신 카드와 초기의 3차원 그래픽 가속 카드에 흔히 쓰였다.
다양한 방식의 비디오 오버레이가 사용된다:
- 비디오 오버레이 장치
- 하드웨어 오버레이

## 같이 보기
- 하드웨어 오버레이
- X 비디오 확장